# 东方商厦
东方商厦是中華人民共和國上海市百联集团旗下的一個連鎖商店，是上海市首家中外合资零售商。

## 历史
旗艦店於1993年1月在徐匯區徐家匯漕溪北路8號開業。後來相繼開設南京東路店、楊浦店以及淮海店。
2012年12月18日，南京路步行街东方商厦一楼玻璃爆裂，8名路人受轻伤，橱窗中养的三条小鲨鱼全部死亡。2016年11月，东方商厦徐汇店于当年底重新开业。而南京東路店改回舊名上海市第一百货商店，楊浦店更名悠迈生活广场，而淮海店改为淮海755。